# Pieve Corena
Pieve Corena è una frazione del comune di Verucchio, di cui costituisce un'exclave. 
La località, che conta circa 140 abitanti, è infatti separata dal resto del comune e circondata dai comuni di San Leo e di Sassofeltrio (in provincia di Rimini) e dal castello di Chiesanuova (RSM). L'aggregazione dell'Alta Valmarecchia alla provincia di Rimini (2009) ha fatto cessare lo stato di exclave provinciale e regionale di Pieve Corena, riunendola tramite il comune ex marchigiano di San Leo alla propria provincia e regione. Il territorio dista 15 chilometri dal capoluogo comunale.
Nella chiesa si trova la Parrocchia di Santa Maria Assunta che appartiene alla diocesi di San Marino-Montefeltro a differenza del resto del comune di Verucchio che appartiene alla diocesi di Rimini ed è attestata per la prima volta nel 1069.
In luglio la parrocchia organizza la tradizionale "Festa della Trebbiatura" (Festa della Batdura) nella vicina frazione di Montemaggio di San Leo.